# Henry Bumstead
Henry Bumstead (ur. 17 marca 1915 w Ontario; zm. 24 maja 2006 w Pasadenie) – amerykański scenograf filmowy. Dwukrotny laureat Oscara za najlepszą scenografię do filmów: Zabić drozda (1962) Roberta Mulligana i Żądło (1973) George'a Roya Hilla. Był również nominowany do tej nagrody za filmy Zawrót głowy (1958) Alfreda Hitchcocka i Bez przebaczenia (1992) Clinta Eastwooda.